# Lophiodes spilurus
Lophiodes spilurus är en fiskart som först beskrevs av Garman, 1899.  Lophiodes spilurus ingår i släktet Lophiodes och familjen marulksfiskar. IUCN kategoriserar arten globalt som livskraftig. Inga underarter finns listade i Catalogue of Life.